# Chrámec
Chrámec (in ungherese: Harmac, in tedesco: Ramberg o Harmitz) è un comune della Slovacchia facente parte del distretto di Rimavská Sobota, nella regione di Banská Bystrica.
Citato per la prima nel 1246, all'epoca apparteneva ai conti Hunt-Poznan, signori di Birin. Successivamente passò al locale convento di frati paolini. Il villaggio venne saccheggiato dai turchi nel 1556. Dal 1938 al 1944 venne annesso dall'Ungheria.